# The Villain's Downfall
The Villain's Downfall è un cortometraggio muto del 1909 diretto da Lewin Fitzhamon.

## Trama
Ricco e malvagio, un uomo rapisce una ragazza. Un motociclista lo insegue e lui lo chiude in una casa vuota che dà alle fiamme.

## Produzione
Il film fu prodotto dalla Hepworth.

## Distribuzione
Distribuito dalla Hepworth, il film - un cortometraggio di 89,1 metri - uscì nelle sale cinematografiche britanniche nel maggio 1909.
Si conoscono pochi dati del film che, prodotto dalla Hepworth, fu distrutto nel 1924 dallo stesso produttore, Cecil M. Hepworth. Fallito, in gravissime difficoltà finanziarie, il produttore pensò in questo modo di poter almeno recuperare il nitrato d'argento della pellicola.